# 达吉斯坦奥格尼
达吉斯坦奥格尼（Дагестанские Огни）是俄罗斯达吉斯坦共和国里海沿海的一个城镇，位于首府马哈奇卡拉以南约120千米，2002年時人口為26,346。
42°7′N 48°11′E / 42.117°N 48.183°E